# Canon EF-S 17-55mm f/2.8 IS USM
El Canon EF-S 17-55mm f/2.8 IS USM és un objectiu zoom tot terreny, el qual es troba entre una focal gran angular i normal, amb muntura Canon EF-S.
Va ser anunciat per Canon el 21 de febrer de 2006, amb un preu de venda suggerit de 143.000¥.
Actualment, és l'objectiu zoom més lluminós de la sèrie EF-S fabricat per Canon.
La seva distància focal de 15-85mm té el mateix camp visual en una càmera EOS de la sèrie EF-S que una lent de 27-88mm en una càmera de fotograma complet.
És un tot terreny, per tant es pot utilitzar per molts tipus de fotografia, com ara per paisatges o retrats.

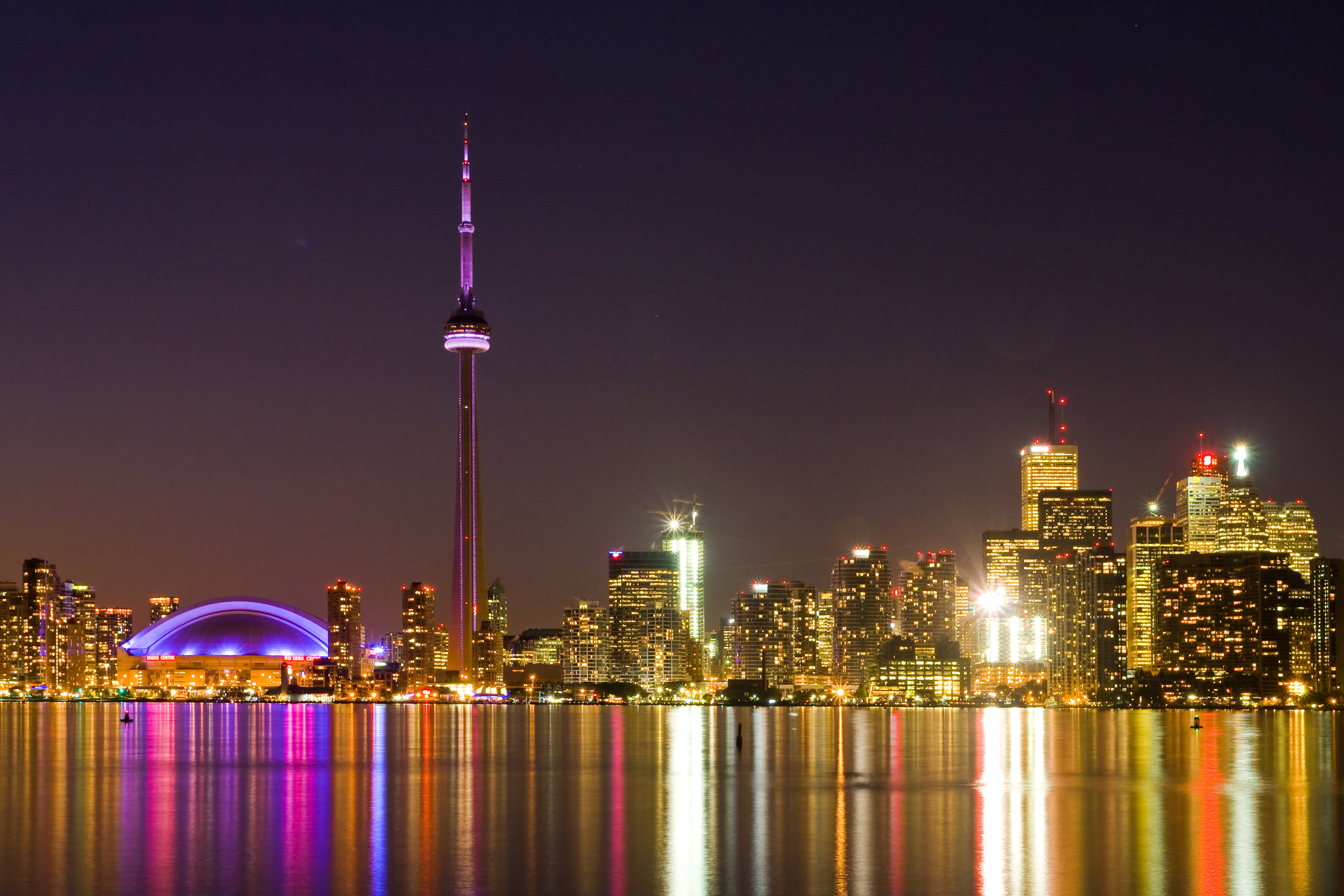
Paisatge nocturn fotografiat a 37mm amb el Canon EF-S 17-55mm f/2.8 IS USM

## Característiques
Les seves característiques més destacades són:
- Distància focal: 17-55mm
- Obertura: f/2.8 - 22
- Motor d'enfocament: USM (Motor d'enfocament ultrasònic, ràpid i silenciós)
- Estabilitzador d'imatge de 3 passes
- Distància mínima d'enfocament: 35cm
- Rosca de 77mm
- Distorsió òptica a 17mm de -2,03% (tipus barril) i a 55mm de 1,15% (tipus coixí).[4]
- A f/2.8 hi ha un ombrejat a les cantonades de més d'un pas de llum. A 17mm i f/5.6 és on l'objectiu ombreja menys les cantonades, encara que a f/4 aquest efecte ja es veu força rebaixat.
- A 17mm i entre f/4 i f/5.6 i a 55mm i f/5.6 és on l'objectiu dona la millor qualitat òptica.[4]

## Construcció[5]
- La muntura i una part interna són de metall, la resta són de plàstic.
- El diafragma consta de 7 fulles, i les 19 lents de l'objectiu estan distribuïdes en 12 grups.
- Consta de tres elements asfèrics i dues lents d'ultra baixa dispersió.

## Accessoris compatibles[6]
- Tapa E-77 II
- Parasol EW-83J
- Filtres de 77mm
- Tapa posterior E
- Funda LP1219
- Tub d'extensió EF 12 II

## Objectius similars amb muntura Canon EF-S
- Sigma 17-50mm f/2.8 EX DC OS HSM[7]
- Sigma 18-50mm f/2.8-4.5 DC OS HSM[8]
- Tamron SP AF 17-50mm f/2.8 XR Di II VC LD Aspherical (IF)[9]
- Tamron SP AF 17-50mm f/2.8 XR Di II LD Aspherical (IF)[10]
- Tokina AF-X Pro 16-50mm f/2.8 DX[11]